# Arbitrismus
Unter Arbitrismus werden die ökonomischen Theorien und Empfehlungen einer Reihe von Autoren verstanden, die im 16. und 17. Jahrhundert vor allem in Kastilien in Pamphleten und Abhandlungen verbreitet wurden, insbesondere nach 1600.

## Hauptteil
Man kennt aus der Zeit von 1598 bis 1665 über 165 solche Denkschriften. Sie gehen teilweise auf die Wirtschaftstheorien zurück, die ab den 1530er Jahren von Theologen der „Schule von Salamanca“ entwickelt wurden. Der Arbitrismus gilt als Vorläufer des französischen und englischen Merkantilismus des 18. Jahrhunderts und mit der „Schule von Salamanca“ als eine der frühesten wissenschaftlichen Auseinandersetzungen mit der Ökonomie. Die Zentren der arbitristischen Lehre waren die Universitätsstädte Salamanca, Valladolid und Toledo. Ihre bedeutendsten Vertreter waren Pedro Fernández de Navarrete, Martín González de Cellorigo, Luis Ortiz (veröffentlicht 1558), Sancho Moncada, Tomás de Mercado (veröffentlicht 1569), Antonio Serra und Luis Valle de la Cerda.
Der Name stammt von der Bezeichnung für die souveräne Entscheidungsfreiheit des Königs, der arbitrio, an den sich die Denkschriften (Arbitrios) richten. Erste Erwähnung finden die Bezeichnung „Arbitristos“ bei Cervantes 1613, wurden aber schon von Francisco de Quevedo in einem abfälligen, spöttischen Sinn gebraucht, und noch heute haftet dem Begriff „Arbitrista“ im Spanischen die Bedeutung eines wirklichkeitsfremden Projektemachers an.
Hintergrund der Bemühungen der Arbitristen war der wirtschaftliche Niedergang Spaniens (insbesondere Kastiliens). Im 16. Jahrhundert gab es durch den Import von Edelmetallen aus den amerikanischen Kolonien eine grassierende Inflation im Mutterland Spanien, und der König Philipp II. (Regierungszeit 1556–1598) erhob immer neue Steuern, um seine vielen Kriege zu finanzieren, die aber vor allem Kastilien belasteten. Gleichzeitig wurde die Wirtschaft von ausländischen Kaufleuten beherrscht, die Getreide und Manufakturware im Austausch für die begehrte spanische Silberwährung ins Land brachten. Die Wirtschaft in Spanien selbst profitierte wenig von dem Geldfluss, der meist gleich weiter ins Ausland ging, sondern wurde durch die steigenden Steuern erdrückt. 1596 war Spanien sogar genötigt den Staatsbankrott zu erklären, und die zwölfjährige Waffenruhe in den Niederlanden ab 1609 war ebenfalls vor allem auf die Erschöpfung der Staatsfinanzen zurückzuführen. Die Preise blieben in der Zeit von 1600 bis etwa 1620 zwar relativ stabil, danach setzte aber wieder ein Anstieg (bzw. wegen der jeweils ergriffenen Gegensteuerungen eine starke Fluktuation) der Preise ein.
Die Empfehlungen und Anschauungen der Arbitristas sind nicht einheitlich, gemeinsam ist ihnen aber eine Sorge um den Niedergang Kastiliens, der auch auf demographische Gründe (Bevölkerungsrückgang) zurückgeführt wird. Sie empfehlen in Spanien die Landwirtschaft durch Bewässerungsprojekte zu befördern, die Immigration zu fördern und so verlassene Landstriche wieder zu bevölkern, die Wasserwege auszubauen, Manufakturen in Spanien selbst zu errichten und den Einfluss ausländischer Kaufleute zurückzudrängen (Protektionismus). Außerdem sind sie für eine Steuerreform, wobei sie wie später die Physiokraten teilweise die Steuer auf eine einzige Basis zurückführen wollen, den Landbesitz (de Cellorigo 1600, de Ceballos 1621). Insbesondere wollen sie aber auch eine stärkere Beteiligung anderer Teile des Königreichs außerhalb Kastiliens an der Steuerlast. Die Ausgaben des königlichen Haushalts sollten zurückgefahren und der Verkauf von Ämtern und Ehren eingestellt werden. Philipp II. hatte seine Kassen durch einen solchen Verkauf sowie durch eine Verschlechterung des Geldes – als Alternative zu einer noch drastischeren Erhöhung der Steuern – gefüllt.
Der Einfluss der Arbitristen auf die spanische Krone war begrenzt. Die Reformvorhaben des Ministers von Philipp IV. (Spanien) (Regierungszeit 1621–1665) Olivares in der Zeit um 1624 werden auf ihren Einfluss zurückgeführt. In der Bibliothek von Olivares fanden sich zwar nur drei Arbitrista-Pamphlete, eines war aber von Jeronimo de Ceballos (von 1621, veröffentlicht 1623), in dem er ein nationales Banksystem einzuführen empfahl, was die Eintreibung der Steuern billiger machen sollte und über das auch die Kriegführung des Königs und die Flotte finanziert werden sollte. Olivares griff einige dieser Ideen auf, zu einer wirklichen Reform kam es aber erst im 18. Jahrhundert.
Arbitristen wie Sancho Moncada (1619) sahen die Ökonomie als Wissenschaft. Darin folgten sie der Schule von Salamanca (begründet von Francisco de Vittorio 1536), die im 16. Jahrhundert eine Theorie der Preise und des Geldes aufgrund von Angebot und Nachfrage entwickelten und so die Ursachen der „Preisrevolution“ des 16. Jahrhunderts – die Edelmetallexporte aus den Kolonien – benannten. Friedrich Hayek, dessen Schülerin Grice-Hutchinson die Geschichte der Schule erforschte, bewogen diese frühen merkantilistischen Theorien in Spanien zu dem Bonmot, nicht (nach Max Weber) die Calvinisten hätten den Kapitalismus begründet, sondern die Jesuiten in Spanien.

## Einige Schriften der Arbitristen
- Luis Ortiz Memorial al Rey para que no salgan dineros de España, 1558
- Tomás de Mercado Suma de tratos y contratos, 1569
- Luis Valle de la Cerda Desempeño del patrímonto de Su Majestad y de los reinos, sin daño del Rey y vasallos, y con descanso y alivio de todos, por medio de los Erarios públicos y Montes de Piedad, 1600
- Martin González de Cellorigo Memorial de la política necesaria y útil restauración de España y estados de ella, y desempeño universal de estos reinos, 1600
- Antonio Serra Breve trattato delle cause che possono far abbondare li regni d’oro e d’argento dove non sono miniere, 1613
- Sancho Moncada Discursos, 1619, neu als Restauración política de España, 1746
- Pedro Fernández de Navarrete Conservación de las monarquías y discursos políticos ,  1626